# Пусть будет все
«Пусть будет все» — третій студійний альбом естонського гурту «Ruja». Випущений у 1989 році лейблом «Melodija».

## Список композицій

### Сторона A
1. «Будет свет» (Urmas Alender, Igor Garšnek, Jaanus Nõgisto/Alender; translation Ivan Makarov) — 3:30
2. «Белизна» (Alender/Makarov) — 3:26
3. «Дети солнца» (Nõgisto; translation Makarov) — 4:01
4. «Гроза» (Garšnek/Makarov) — 3:26
5. «Предчувствие зимы» (Garšnek/Makarov) — 2:45
6. «Светлый край» (Nõgisto/Доріс Карева; translation Makarov) — 2:17

### Сторона B
1. «В чужом городе» (Toomas Rull/Makarov) — 3:13
2. «Сорванные цветы» (Garšnek/Hando Runnel; translation Makarov) — 3:16
3. «Киногород» (Garšnek/Makarov) — 3:06
4. «По ту сторону вод» (Alender/Lehte Hainsalu) — 3:15
5. «Лебединая песня» (Garšnek/Makarov) — 4:00
6. «Пусть будет все» (Alender/Makarov) — 3:10